# Cizur Menor
Cizur Menor (baskisch Zizur Txikia) ist ein Ort am Jakobsweg nahe Pamplona in der Autonomen Gemeinschaft Navarra, administrativ gehört er zur Gemeinde Cendea de Cizur.
Im Ort  befand sich früher ein Johanniterkloster, das bis auf die romanische Kirche San Miguel Arcangel verschwunden ist.
In der Kirche San Andrés im gegenüberliegenden Cizur Mayor lassen sich ein plateresker Altaraufsatz von Juan Bustamante und die gotische Figur eines heiteren Christus aus dem 13. Jahrhundert besichtigen.  

## Wappen
Beschreibung: Das Wappen ist in Silber mit drei (2;1)  roten Rosen mit blauen Blütenblättern und Rot mit einem silbernen Malteserkreuz gespalten. Auf dem Wappen die goldene Königskrone.

## Persönlichkeiten
- Josu Arzoz Azofra (* 2004), Handballspieler